# Hamburg-Niendorf
Niendorf ist ein Stadtteil im Bezirk Eimsbüttel der Freien und Hansestadt Hamburg.
Niendorf hat sich vom schleswig-holsteinischen Dorf zum städtischen Wohnquartier entwickelt. Der Stadtwald Niendorfer Gehege zieht Besucher aus anderen Teilen Hamburgs an.

## Geografie
Niendorf liegt im Nordwesten Hamburgs an der Grenze zu Schleswig-Holstein. Die Fläche umfasst 12,7 Quadratkilometer. Im Westen schließen sich Eidelstedt und Schnelsen, im Süden Stellingen und Lokstedt an. Östlich wird Niendorf vom Flughafengelände in Fuhlsbüttel begrenzt.
Das Zentrum Niendorfs ist der Tibarg. In der ehemaligen Dorfstraße, heute Fußgängerzone, konzentriert sich der Einzelhandel, Gewerbe und Gastronomie. Der Stadtteil wird überwiegend als Wohnquartier genutzt und ist zum großen Teil mit Einfamilien- und Reihenhäusern bebaut; es gibt aber auch Wohnblocks und in Niendorf-Nord eine Hochhaussiedlung. Die Randgebiete dienen vorrangig der Naherholung. Neben dem Niendorfer Gehege und einigen Kleingärten befinden sich auch landwirtschaftlich genutzte Flächen. Die südliche und westliche Grenze Niendorfs bildet die Kollau, die in Groß Borstel in die Tarpenbek mündet. Nach starken Regenfällen ist die Kollauniederung regelmäßig überschwemmt. Im Norden lagen drei große Moore: Das Ohmoor, das Rahmoor und das Schippelsmoor. Die Flächen sind im 20. Jahrhundert abgetorft, kultiviert und bebaut worden. Nur von dem Ohmoor sind kleine Reste übriggeblieben.

## Geschichte

### Vorgeschichte
Das Ortsgebiet war spätestens seit der mittleren Steinzeit besiedelt. Zwei große Siedlungsplätze bestanden von der Mittel- bis zur Jungsteinzeit im Norden in der Nähe der Moorgebiete. Alte Flurkarten verzeichnen auch bronzezeitliche Grabhügel; diese sind nicht erhalten geblieben. Sofern sie nicht der Landwirtschaft oder Neubauvorhaben im Wege standen, wurden sie spätestens bei der Flughafenerweiterung eingeebnet. In der Eisenzeit verlagerte sich die Siedlung nach Süden. Auf dem alten Friedhof fanden sich Topfscherben, Eisenschlacken und ein Mahlstein. Ein Flurstück nordöstlich davon hieß noch im 18. Jahrhundert „Ohl Dörp“. Als die hier gelegene Siedlung im 14. Jahrhundert unterging, entstand Niendorf (das „neue Dorf“) am Tibarg, dem heutigen Stadtteilzentrum.

### Mittelalter und Frühe Neuzeit
Das älteste schriftliche Dokument über das Niendorfer Gebiet stammt von 1184 und erwähnt den Kollauer Hof, ein Gehöft am Zusammenfluss von Kollau und Tarpenbek, als Eigentum des Bremer Erzbischofs Siegfried. Niendorf selbst wurde 1343 erstmals urkundlich erwähnt. In diesem Jahr schenkte Bürger Hinrich Halstenbeke sein Eigentum im besagten Dorf dem Hamburger Domkapitel. Der Ort war Teil des Kirchspiels Eppendorf. 1347 verzeichnet das Register des Eppendorfer Pfarramtes in Niendorf sechs steuerpflichtige Bauernstellen. Die weltliche Obrigkeit der Niendorfer war eine Seitenlinie des Hauses Schauenburg, die Herren der Grafschaft Holstein-Pinneberg. Ab 1640 war es Teil der Pinneberger Waldvogtei in der Herrschaft Pinneberg und stand unter der Oberhoheit Dänemarks.
Am Ende des 18. Jahrhunderts gelangte der kleine Ort zu einer gewissen Bedeutung, als König Christian VII. die dänischen Grenzdörfer im Gottorper Vergleich aus der Hamburgischen Kirchenorganisation herauslöste und 1768 in Niendorf ein neues Kirchspiel gründete. Zu diesem gehörten auch Hummelsbüttel, Lokstedt, Schnelsen, Eidelstedt, Stellingen und Langenfelde. 1770 wurde die Kirche am Markt geweiht, seit 1795 gab es zwei große Vieh- und Krammärkte. Neben der Landwirtschaft war die Gewinnung von Torf aus den großen Mooren auf der Niendorfer Gemarkung eine lukrative Einnahmequelle. Die Stecher verkauften den Torf nach Hamburg und Altona, wo die Bierbrauer, Essig- und Branntweinbrenner große Mengen davon brauchten. Elf Nachbarorte beteiligten sich an dem Abbau und teilten die Moorflächen untereinander auf.

### Vom 19. Jahrhundert bis heute

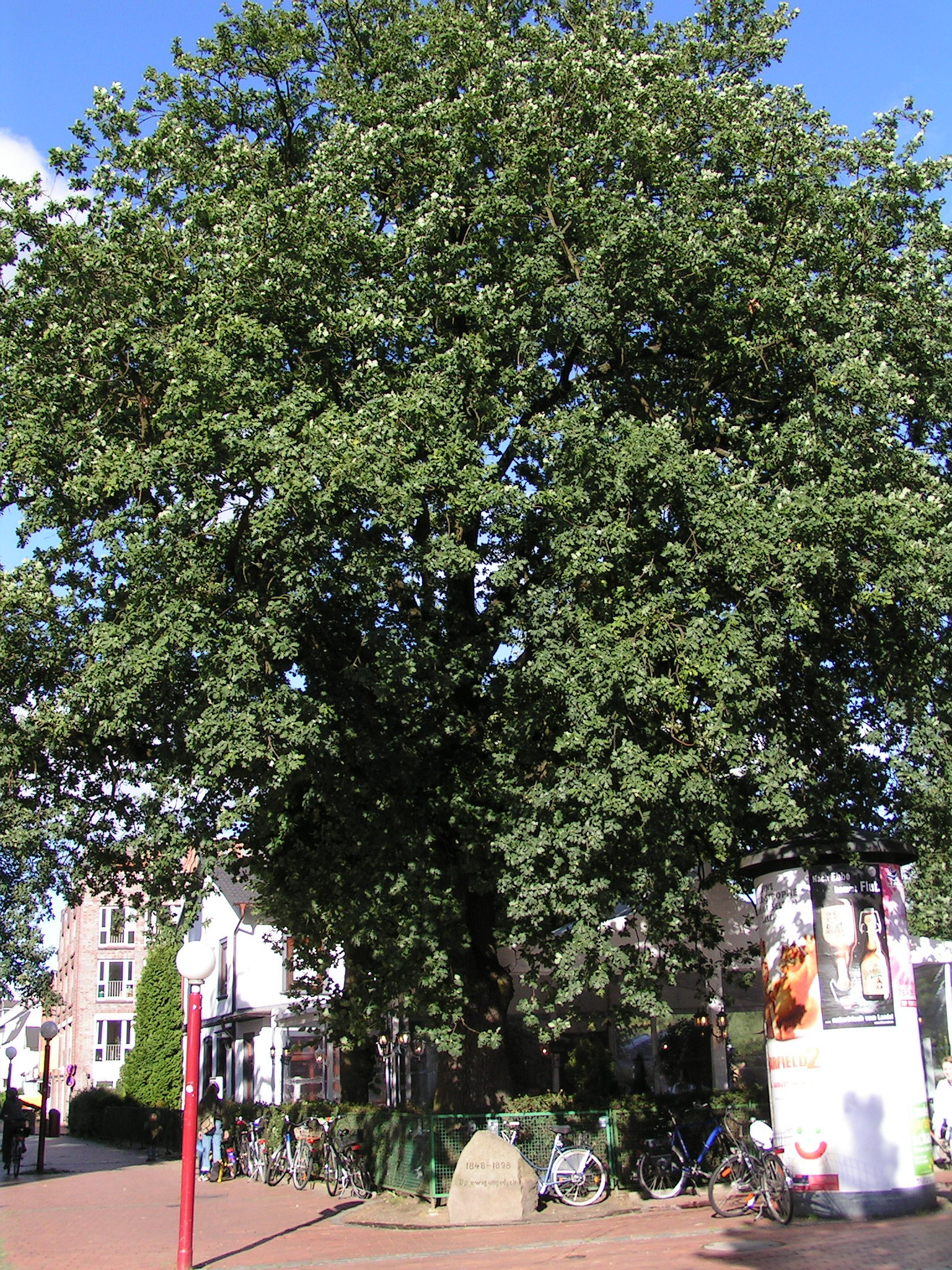
Die Doppeleiche am Tibarg erinnert an die Schleswig-Holsteinische Erhebung.

Im 19. Jahrhundert begann der Wandel vom Bauerndorf zum städtischen Vorort. Zunächst diente Niendorf den Hamburgern nur als Ausflugsziel. Die Topographie des Herzogtums Holstein aus dem Jahr 1841 beschreibt den Ort als „großes, ansehnliches Dorf mit mehreren zum Aufenthalte für Städter eingerichteten Gebäuden“. Für die Ausflüge in das dänische Niendorf musste weiterhin die Landesgrenze passiert werden. Als die Schleswig-Holsteiner 1848 vergeblich versuchten, sich gegen die dänische Herrschaft zu erheben, nahmen auch die Niendorfer Bauern an dem Aufstand teil. Nach dem Deutsch-Dänischen Krieg von 1864 wurde Niendorf 1867 preußisch, gehörte zum Kreis Pinneberg in der Provinz Schleswig-Holstein. Als 1889 die Freiwillige Feuerwehr gegründet wurde, hatte Niendorf 1.125 Einwohner.
Zu Anfang des 20. Jahrhunderts entstanden zahlreiche Villen und Bürgerhäuser, als wohlhabende Hamburger Niendorf zunächst als Sommersitz und später als Wohnort für sich entdeckten. Seit 1907 fuhr auch die Straßenbahn aus Hamburg nach Niendorf. Sie blieb bis 1978 in Betrieb und wurde durch Busse sowie – wenn auch einige Jahre später – die Verlängerung der U-Bahn-Linie U2 ersetzt.
1927 wurde Niendorf durch das Unterelbegesetz mit den Nachbargemeinden Lokstedt und Schnelsen zur preußischen Landgemeinde Lokstedt vereinigt, um so eine Eingemeindung in die Stadt Altona (Groß-Altona-Gesetz) zu verhindern. In den folgenden Jahren beschleunigte sich die Entwicklung zur städtischen Siedlung. Die Einwohnerzahl wuchs von 2.750 im Jahr 1921 auf 7.940 im Jahr 1939. 1930/32 wurde die Tarpenbek, ab 1934 die Kollau reguliert. Infolgedessen sank der Grundwasserspiegel um mehrere Meter ab und vorher unpassierbare Wiesen konnten als Bauland ausgewiesen werden. Die ersten zusammenhängenden Wohnblocks entstanden. Die Großgemeinde hatte bis zum 26. Januar 1937 Bestand. An diesem Tag wurde sie durch das Groß-Hamburg-Gesetz aus dem preußischen Kreis Pinneberg ausgegliedert und der Hansestadt zugeteilt. Bei dem verheerenden Bombenangriff auf Hamburg starben in Niendorf elf Menschen und 89 Gebäude fielen den Flammen zum Opfer, darunter fast alle strohgedeckten Häuser in der Ortsmitte. Weitere 13 Menschenleben kostete der Folgeangriff in der Nacht vom 3. auf den 4. August 1943.
In der Nachkriegszeit verbreiterte sich die Siedlungsfläche abermals. Zum einen holzten die Einwohner Teile des Niendorfer Geheges ab, weil sie Brennholz benötigten, weshalb bereits 1948 die Hamburgische Baumschutzverordnung eingeführt wurde. Die Flächen wurden anschließend bebaut. Zum anderen beschloss der Hamburger Senat 1946, den 300 Hektar großen Niendorfer Anteil am Ohmoor abzutorfen und zu kultivieren. Pläne hierzu gab es bereits in den 1930er Jahren, sie scheiterten aber an ungeklärten Eigentumsverhältnissen. In den 1980er Jahren entstand auf dem Gelände des ehemaligen Ohmoors die Siedlung Niendorf-Nord.

## Statistik
(Quelle: )
- Anteil der unter 18-Jährigen: 15,9 % [Hamburger Durchschnitt: 16,8 % (2023)]
- Anteil der über 64-Jährigen: 24,8 % [Hamburger Durchschnitt: 17,8 % (2023)]
- Ausländeranteil: 13,8 % [Hamburger Durchschnitt: 20,7 % (2023)]
- Arbeitslosenquote: 3,7 % [Hamburger Durchschnitt: 6,2 % (2023)]

Das durchschnittliche Einkommen je Steuerpflichtigen beträgt in Niendorf 52.657 Euro jährlich (2020), der Hamburger Gesamtdurchschnitt liegt bei 48.035 Euro.

## Politik und Verwaltung

Wappen des Bezirks Eimsbüttel

Für die Wahl zur Hamburgischen Bürgerschaft gehört Niendorf zum Wahlkreis Lokstedt – Niendorf – Schnelsen. Die Bürgerschaftswahl 2025 brachte folgendes Ergebnis:
| Bürgerschaftswahl | SPD    | CDU    | Grüne 1) | AfD    | Linke 2) | FDP    | Übrige    |
| ----------------- | ------ | ------ | -------- | ------ | -------- | ------ | --------- |
| 2025              | 40,1 % | 23,1 % | 15,7 %   | 07,0 % | 06,3 %   | 02,0 % | 05,8 %    |
| 2020              | 46,0 % | 11,1 % | 22,0 %   | 05,7 % | 05,5 %   | 04,7 % | 05,0 %    |
| 2015              | 52,5 % | 15,6 % | 09,7 %   | 06,4 % | 06,4 %   | 05,1 % | 04,3 %    |
| 2011              | 52,2 % | 22,9 % | 08,5 %   | –      | 07,4 %   | 04,4 % | 05,5 %    |
| 2008              | 32,0 % | 48,9 % | 07,6 %   | –      | 04,7 %   | 04,9 % | 02,0 %    |
| 2004              | 29,9 % | 51,8 % | 08,9 %   | –      | –        | 03,4 % | 06,0 %    |
| 2001              | 37,4 % | 28,1 % | 06,0 %   | –      | 00,3 %   | 05,5 % | 22,7 % 3) |

Bei Bezirksversammlungswahlen gehört der Großteil des Stadtteils zum gleichnamigen Wahlkreis Niendorf, während ein kleiner Teil zum Wahlkreis Lokstedt gehört. Bei Bundestagswahlen zählt Niendorf zum Bundestagswahlkreis Hamburg-Eimsbüttel.
Niendorf besitzt kein eigenes Wappen. Die Marktkirche ist neben dem Wasserturm im Sternschanzenpark und einem Elefantenkopf, der Hagenbecks Tierpark symbolisiert, Teil des Eimsbütteler Bezirkswappens.

## Kultur und Sehenswürdigkeiten

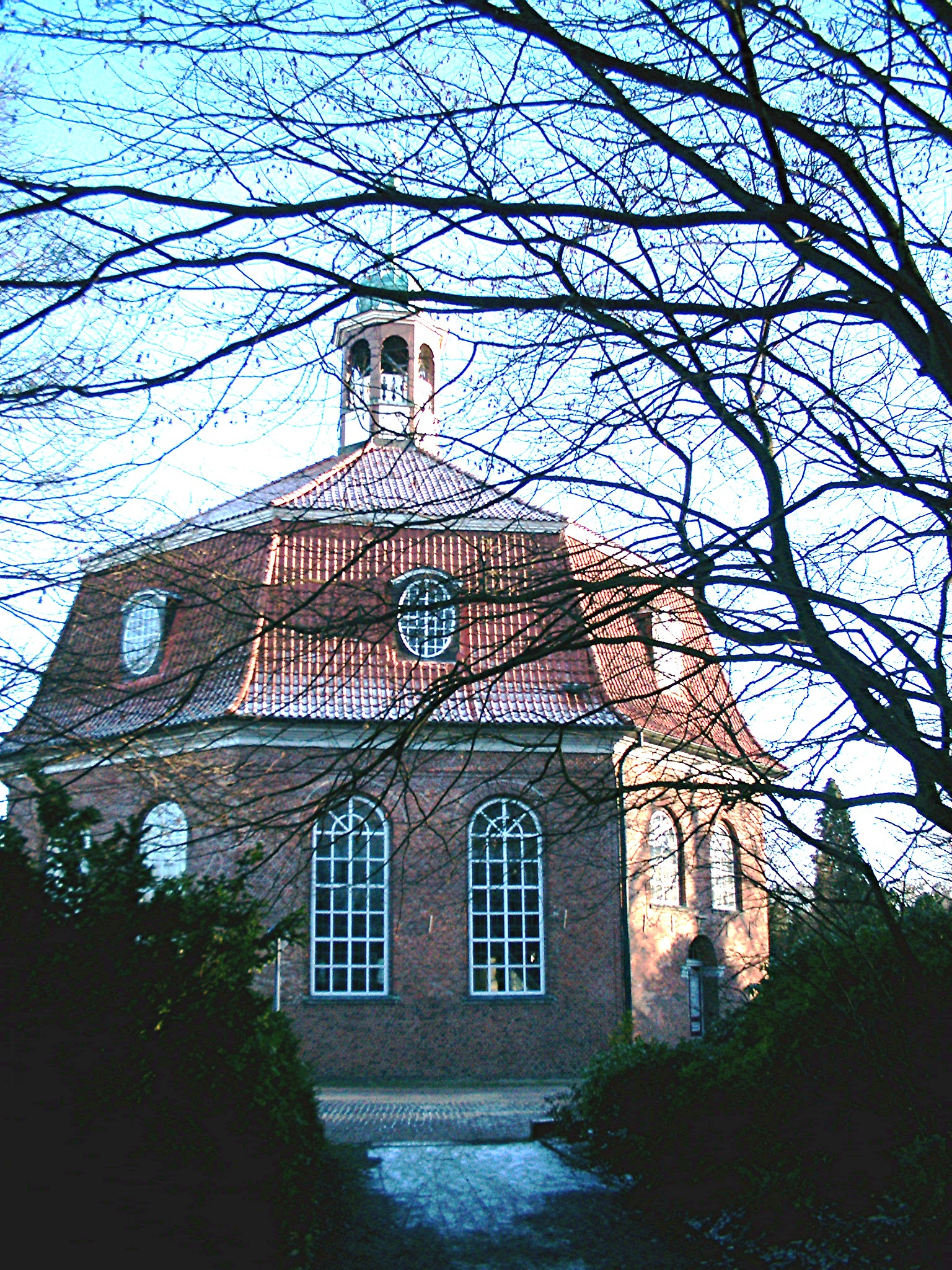
Niendorfer Marktkirche

### Kirche am Markt
Die 1770 geweihte Kirche am Markt gilt nach dem Michel als bedeutendstes Barockbauwerk Hamburgs. Der Architekt Heinrich Schmidt gestaltete den achteckigen Zentralbau nach dem Vorbild der Rellinger Kirche und der Kirche in Brande-Hörnerkirchen. Den freistehenden Marmoraltar entwarf der Hamburger Bildhauer Hans Kock. Auffällig ist der auf halber Höhe schwebende Taufengel, der mit einer Handkurbel herabgelassen werden kann. Das Gotteshaus wurde zwischen 1977 und 1986 umfassend renoviert und restauriert.
Südlich schließt sich der Alte Niendorfer Friedhof an. Dort findet man das kleine Mausoleum der Familie Heymann, kunstvolle Grabmale und große Familiengruften. Auf dem Friedhof sind einige Persönlichkeiten der Hamburger Geschichte bestattet, darunter Adolph Godeffroy und John von Berenberg-Gossler. Weiterhin wurden hier die Schauspieler Axel von Ambesser, Evelyn Hamann und Günther Jerschke beerdigt, ebenso der Fußballer Josef "Jupp" Posipal, Mitglied der WM-Mannschaft von 1954. Auf dem nahegelegenen Neuen Niendorfer Friedhof ist die Sängerin Friedel Hensch beigesetzt.

### Künstlerhaus Sootbörn
Seit 1993 gibt es in der Straße „Sootbörn“ das gleichnamige Künstlerhaus mit Ateliers und wechselnden Ausstellungen. Das im Bauhausstil entworfene Gebäude war 1927 bis 1929 als Schule errichtet worden und beherbergte eine Mittelschule und die Oberschule Lokstedt. Architekten waren die Hamburger Gebrüder Ernst und Wilhelm Langloh. Nach dem Zweiten Weltkrieg wurde der Unterricht wegen des Fluglärms vom fast angrenzenden Flughafen Fuhlsbüttel unmöglich. Wegen der Flugsicherheit mussten zudem zwei der ursprünglichen drei Stockwerke abgetragen werden.

### Villen im Niendorfer Gehege
1903 entstand im Auftrag des Direktors der Hamburg-Amerika-Linie, Johann Theodor Merck, eine große Villa mit Park im Niendorfer Gehege. Ganz in der Nähe errichtete die Bankiersfamilie Berenberg-Gossler 1909 bis 1911 ein Sommerhaus in Stil einer Jagdhütte, das 1923/24 zum ständigen Wohnsitz erweitert wurde. Beide Gebäude stehen inzwischen unter Denkmalschutz.

### Berenberg-Gossler-Haus
Seit 1997 betreibt ein Verein das „Berenberg-Gossler-Haus – Bürgerhaus für Niendorf“ und bietet ein Kulturprogramm und Gesundheitskurse, außerdem nutzen zahlreiche Gruppen das Haus für ihre Treffen. Das Gebäude im Niendorfer Kirchenweg war 1913 vom Bankier John von Berenberg-Gossler errichtet und der Gemeinde als „Warteschule“, also als Kinderkrippe, zur Verfügung gestellt worden und wurde bis 1995 für Vorschulkinder genutzt.

### Bäume als Denkmal

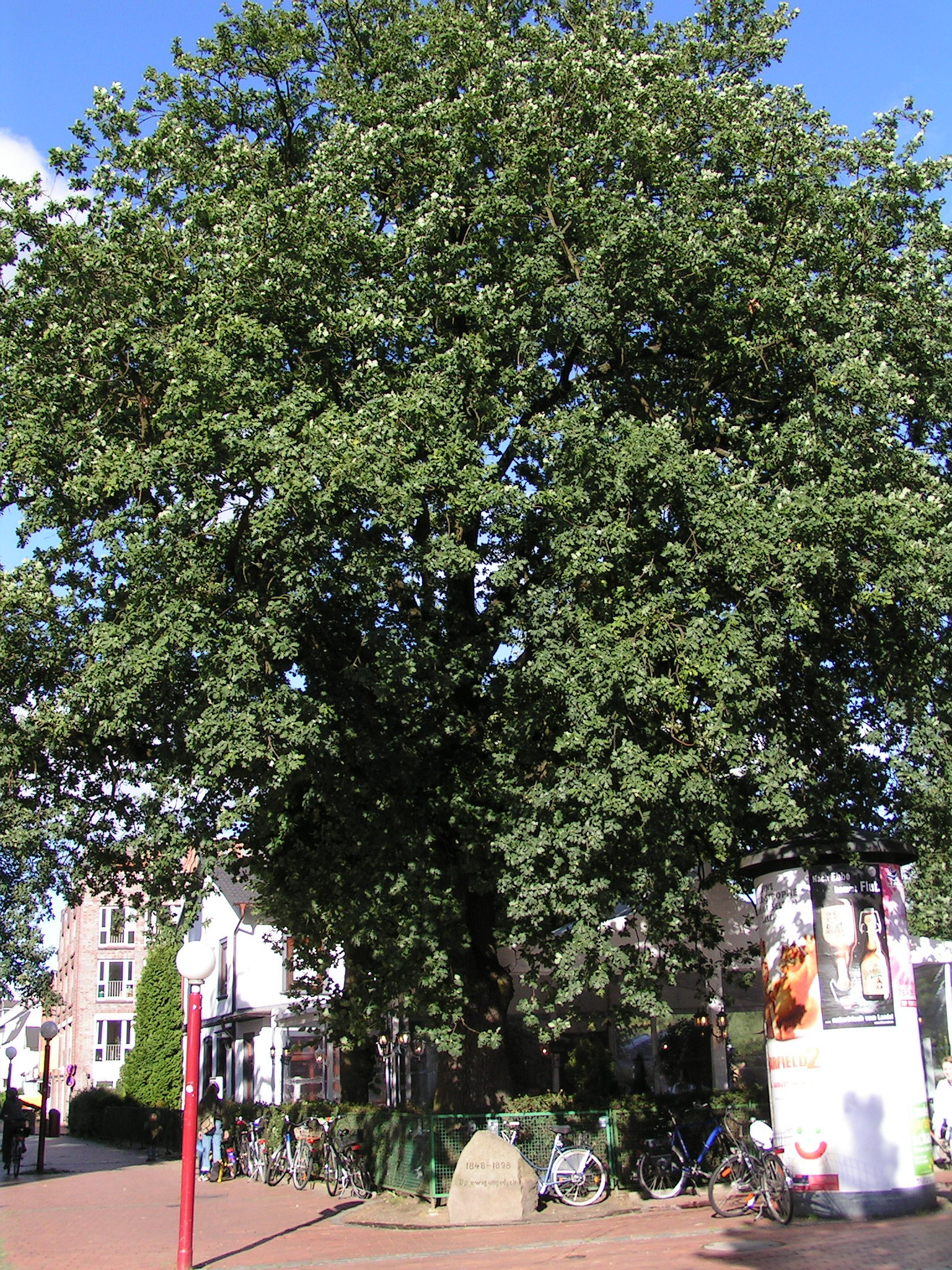
Doppeleiche am Tibarg

#### Doppeleiche am Tibarg
⊙ Auf dem Tibarg erinnert seit 1898 eine Doppeleiche an die erfolglose Rebellion der Schleswig-Holsteiner gegen die Dänen. Neben ihr steht ein Gedenkstein mit der Aufschrift: „1848–1898 Up ewig ungedeelt“ (Hochdeutsch: „Auf ewig ungeteilt“).

#### Tibarg-Eiche
⊙ Eine rund 400 Jahre alte Stieleiche auf dem Gelände der Lippert’schen Villa mit einem Brusthöhenumfang von 8,07 m (2018).

### Mahnmal „Tisch mit 12 Stühlen“

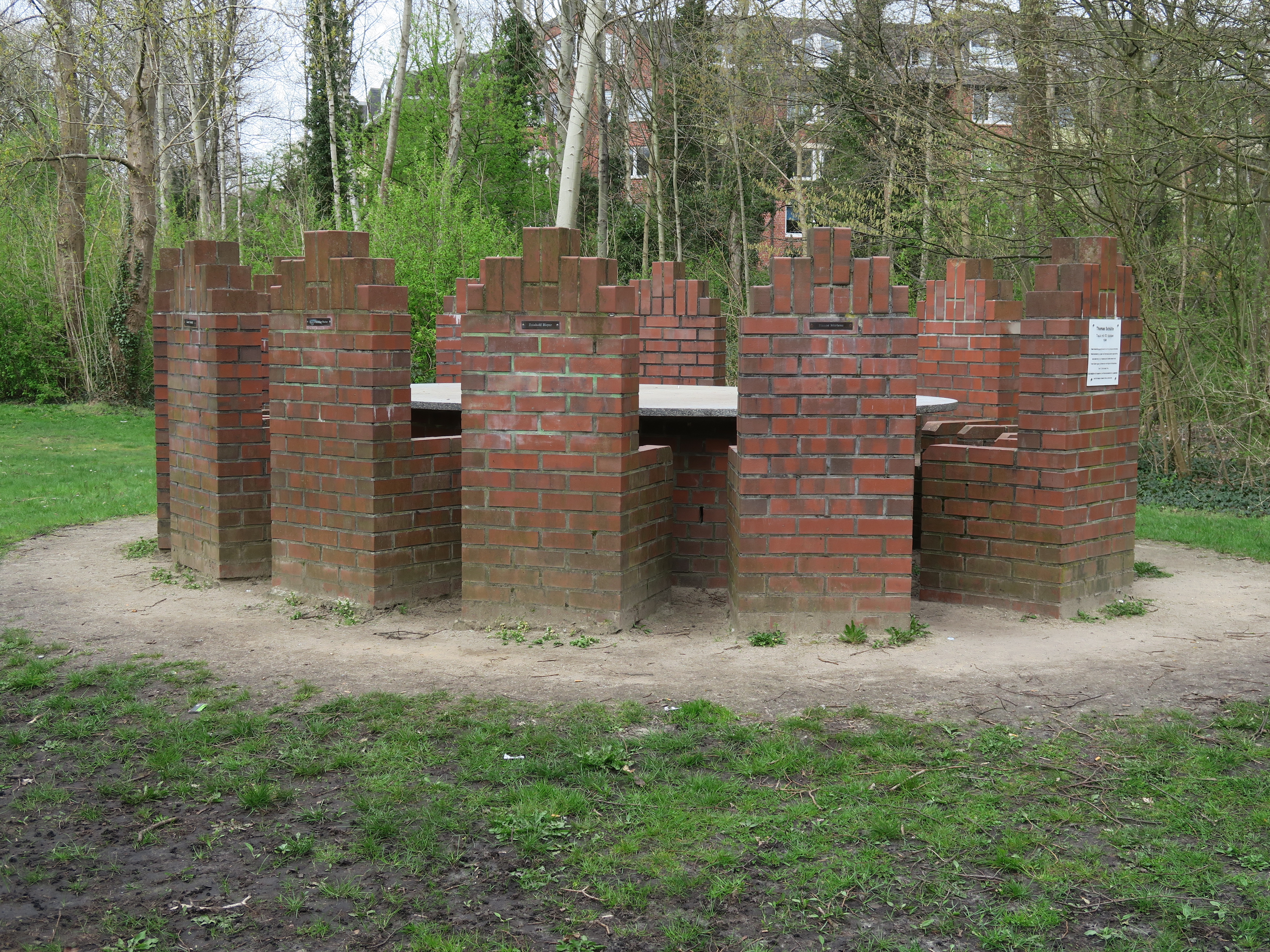
Gedenkstätte Widerstandskämpfer

Auf einer kleinen Grünfläche am Kurt-Schill-Weg in Niendorf-Nord steht das 1987 eingeweihte Mahnmal zum Gedenken an Hamburger Widerstandskämpfer gegen den Nationalsozialismus. Nach einem Entwurf des Düsseldorfer Künstlers Thomas Schütte wurden zwölf Stühle und ein ovaler Tisch aus Ziegelsteinen errichtet. Auf elf Rückenlehnen sind Schilder mit den Namen von Nazi-Opfern angebracht: Georg Appel, Clara und Walter Bacher, Rudolf Klug, Curt Ledien, Reinhold Meyer, Hanne Mertens, Ernst Mittelbach, Joseph Norden, Margaretha Rothe, Kurt Schill und Magda und Paul Thürey. In der Umgebung des Mahnmals wurden 1984 auch elf Straßen mit diesen Namen benannt. Der zwölfte Stuhl ist eine Aufforderung an den Besucher, sich diesem Kreis zuzugesellen und der Toten zu gedenken.

## Infrastruktur

### Der Tibarg

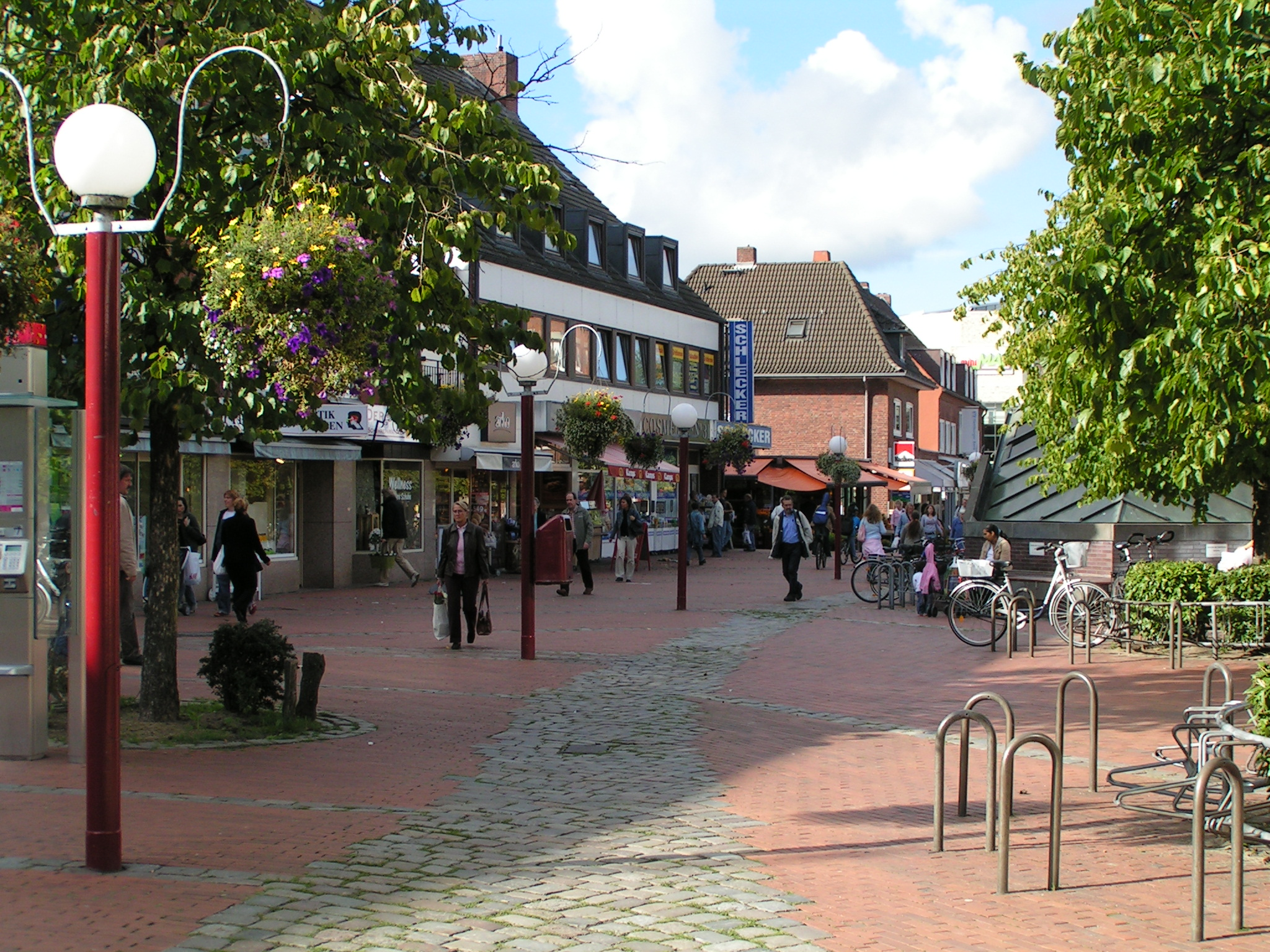
Der Tibarg

Zentrum Niendorfs ist der Tibarg (⊙), eine Fußgängerzone mit Einzelhandel, Gastronomie und Dienstleistungen im Service- und Gesundheitswesen, dem Busbahnhof und dem U-Bahnhof Niendorf Markt. Den Namen erhielt die ehemalige „Hauptstraße“ im Jahr 1948. Auf dem „Theeberg“, so die alte Flurbezeichnung für den heutigen Niendorfer Marktplatz, dürfte der Thieplatz, der Versammlungs- und Gerichtsplatz des Dorfes gewesen sein. Die Läden entstanden erst nach den Zerstörungen des Zweiten Weltkriegs. Vorher prägten Bauernhöfe und Wohnhäuser die Straße, bis 1963 gab es noch einen Hufschmied. Über die Umwandlung in eine Fußgängerzone wurde lange gestritten. Über die Rechtmäßigkeit des Bebauungsplanes musste 1985 das Bundesverfassungsgericht entscheiden (BVerfGE 70, 35 ff.). Am nördlichen Ende des Tibargs hat sich das 2002 eröffnete Tibarg-Einkaufscenter zu einem Anziehungspunkt entwickelt, der südliche Bereich des Tibarg ist geprägt von etablierten Fachgeschäften. Um die Attraktivität für alle Anwohner, Besucher und die vielen Beschäftigten ständig zu verbessern und an die gewachsenen Ansprüche anzupassen, engagieren sich am Tibarg eine Vielzahl von Bürgern, Grundeigentümern und die örtliche Interessengemeinschaft für die Belange des Tibarg. Unter Federführung des Quartiersmanagement Tibarg werden seit einigen Jahren zukunftsweisende Aktivitäten gebündelt. Mit der Einrichtung eines Business Improvement District (BID) im Jahr 2010 ist die Grundlage für zahlreiche kurz- und langfristige Umgestaltungsmaßnahmen gelegt worden. Zudem finden auf dem Tibarg regelmäßig große Veranstaltungen wie z. B. das traditionelle Tibargfest, der Bauernmarkt mit Weinfest oder aber die Nordischen Weihnachten statt.

### Verkehr
Durch die 1985 eingeweihte und 1991 bis Niendorf Nord verlängerte U-Bahn-Linie U2 und die MetroBuslinie 5 ist der Stadtteil gut an die Innenstadt angebunden. Weitere Buslinien bedienen die verschiedenen Ortsteile Niendorfs und verbinden den U-Bahn- und Busbahnhof Niendorf Markt am Tibarg mit anderen Stadtteilen. Belastungen für die Wohnqualität in Teilen des Stadtteils bringt die Nähe zum Flughafen Hamburg und die vielbefahrene Bundesstraße 447 mit sich, die zur nahegelegenen Bundesautobahn 7 nach Schnelsen führt.

### Bildung und Sport
Niendorf hatte im Schuljahr 2021/22 fünf Grundschulen, zwei Gymnasien (Bondenwald und Ohmoor) sowie die Stadtteilschule Niendorf. Dazu kommt die Berufliche Schule Niendorf, die schwerpunktmäßig Sozialpädagogische Assistenten ausbildet.
Der Niendorfer Turn- und Sportverein (NTSV) von 1919 hat etwa 9.000 Mitglieder und bietet unter anderem Ballspiele, Leichtathletik und Kampfsport an. Seit 1990 spielen die Hamburg Dodgers Base- und Softball im NTSV. Am Niendorfer Gehege liegt das Trainingsgelände Langenhorst, das der FC St. Pauli und das Baseball-Team der Hamburg Stealers nutzen.
Am Söötborn gab es das Quellbad Niendorf mit einem betonierten Freiluft-Schwimmbecken, Pächter war der Schwimmclub „Poseidon“. Dieses Schwimmbad wurde 1961 geschlossen, um der Verlängerung der Start- und Landebahn des Flughafens Hamburg Platz zu machen. 1965 wurde als Ersatz das Freibad Bondenwald eröffnet. Das vom städtischen Bäderland betriebene Freibad wurde 1977 um ein Hallenbad erweitert und 2015/16 saniert.

### Kirchen
Die evangelisch-lutherische Gemeinde Niendorf ist aus dem alten Kirchspiel hervorgegangen. Die sechs ursprünglich dazugehörigen Dörfer erhielten im Laufe der Zeit eigene Gemeindekirchen, sodass seit 1946 die Gemeinde nur noch Niendorf selbst umfasst. Neben der Marktkirche von 1770 stehen die 1966 erbaute Verheißungskirche, ein Gotteshaus am Gemeindezentrum Nordwest und die Kapelle am neuen Friedhof für Gottesdienste zur Verfügung. Der alte, 1840 angelegte Friedhof an der Marktkirche war am Ende des 19. Jahrhunderts zu klein geworden. 1903 wurde daher der neue Friedhof auf der Flur „Ohldörp“ geweiht. Er liegt heute dicht am Flughafengelände und ist 12,5 ha groß.
Die römisch-katholische Gemeinde St. Ansgar vereint seit 2004 die ehemals selbständigen Pfarreien Niendorf, Eidelstedt und Stellingen. Deren St. Ansgar-Kirche am Niendorfer Kirchenweg wurde 1934 geweiht. Ein eigenes Gotteshaus unterhielt außerdem seit 1960 die Neuapostolische Kirche, dieses wurde 2014 geschlossen.

### Grünflächen und Naherholungsgebiete

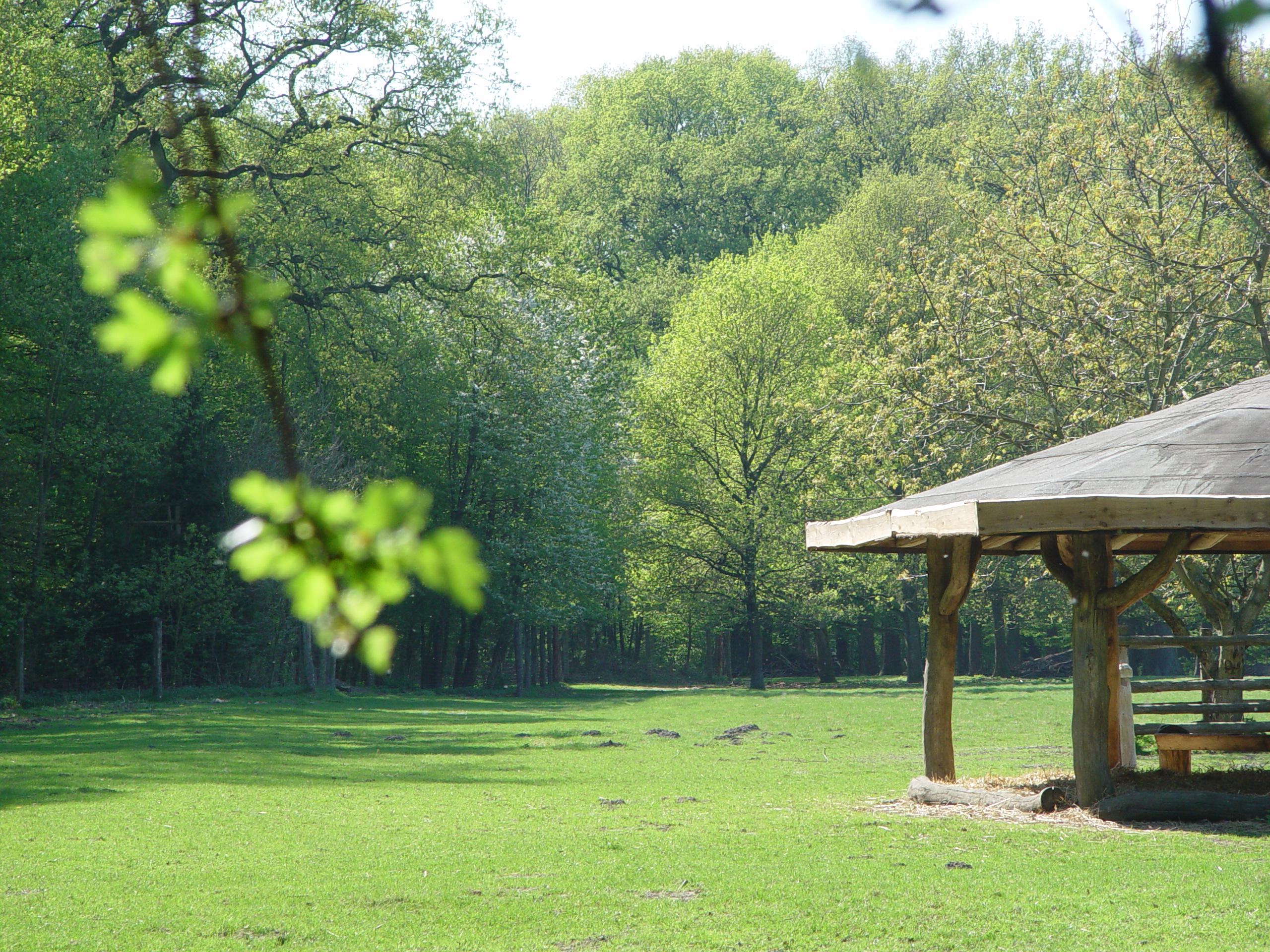
Niendorfer Gehege

Seit Beginn der 1950er Jahre erwarb die Stadt Hamburg die privaten Parkflächen des Niendorfer Geheges und machte hieraus den heutigen Stadtwald. Das Niendorfer Gehege, die Eidelstedter und die Schnelsener Feldmark sind zentral gelegene Freizeit- und Erholungsgebiete für alle Hamburger. Im Norden an der Grenze zu Schleswig-Holstein liegt das Landschaftsschutzgebiet Ohmoor, das mit seinen Wiesen, Wäldern und Moorflächen einen grünen Gürtel zwischen Niendorf und Norderstedt bildet.
Einen großen Anteil an den Grünflächen haben auch die 17 Kleingartenvereine. Die ersten Kleingärten entstanden in Niendorf 1905; viele Pächter bauten die Lauben vor allem nach den beiden Weltkriegen zu Wohnzwecken aus, und noch 1964 waren 65 Prozent aller Niendorfer Schrebergärten dauerhaft bewohnt. Das Wohnen im Behelfsheim ist seitdem stark zurückgegangen, aber immer noch anzutreffen.

## Persönlichkeiten
In den 1960er-Jahren lebte der Literaturkritiker Marcel Reich-Ranicki in einer, wie er schreibt, „bescheidenen und sehr engen Wohnung“ im Ubierweg in Niendorf. Auch die Schriftstellerin Ilse Gräfin von Bredow (Kartoffeln mit Stippe) wohnte in Niendorf, bis sie 1976 in die Grindelhochhäuser in Hamburg-Harvestehude zog. In der damaligen Mittelschule am Sootbörn führte der später als Kabarettist bekannt gewordene Hans Scheibner als Schüler ein selbstgeschriebenes satirisches Theaterstück auf. Der Schauspieler Til Schweiger hat 2003 die alte Merck-Villa im Niendorfer Gehege gekauft und lebte dort zeitweilig mit seiner Familie. Auch Rocksängerin Suzi Quatro hat ein Haus in Niendorf und die Schauspielerin Evelyn Hamann besuchte das örtliche Bondenwald-Gymnasium. Auf dem alten Friedhof in Niendorf ist sie beigesetzt, in der Nähe des Grabes ihrer Mutter. Die Gitarristen der Popband Revolverheld, Niels Grötsch und Kristoffer Hünecke, sind in Niendorf aufgewachsen, Hünecke besuchte das Ohmoor-Gymnasium. Ebenso der Musikproduzent und Komponist Benni Dernhoff. Auch Stefan Effenberg verbrachte seine Jugend im Stadtteil. Er besuchte die Realschule Sachsenweg, war allerdings kein Spieler beim Niendorfer Turn- und Sportverein, sondern begann als Fünfjähriger beim Bramfelder SV und spielte dann bis zu seiner Profikarriere 12 Jahre lang beim SC Victoria Hamburg. Nur kurz war das Gastspiel des Musikers und Komikers („Ditsche“) Olli Dittrich: Er spielte als Siebenjähriger beim Niendorfer TSV Fußball. Ein weiterer bekannter Niendorfer ist der ehemalige Spieler des VfL Wolfsburg Alexander Laas. Der Kabarettist Nico Semsrott ist ebenfalls in Niendorf aufgewachsen und hat die Grundschule Sachsenweg sowie das Bondenwald-Gymnasium besucht.

## Niendorf in Literatur und Musik
Der Heimatdichter Joachim Mähl beschrieb in mehreren plattdeutschen Erzählungen und Romanen das ländliche Niendorf um 1840. In dem 1999 erschienenen Krimi Mit geschlossenen Augen von Helga Beyersdörfer wohnt eine Hauptfigur in Niendorf und besucht einen Reitstall im Gehege. Die Schilderung der Örtlichkeiten weicht aber von den tatsächlichen Gegebenheiten ab. Ildikó von Kürthy beschreibt in ihrem Roman Herzsprung aus dem Jahre 2001 das Niendorfer Gehege als einen der „Glücks- und Liebesorte“ ihrer Heldin: „Die Waldlichtung im Niendorfer Gehege, wo wir uns unbeobachtet glaubten – und erst beim Anziehen feststellten, dass wir das nicht waren.“ 2004 erschien der Krimi Im Gehege von Martina Borger und Maria Elisabeth Straub, einer früheren Autorin der Lindenstraße, der Protagonist wohnt in der Straße Bansgraben in Niendorf. Der Hamburger Sänger Niels Frevert veröffentlichte 2008 auf seinem Album Du kannst mich an der Ecke rauslassen das Lied Niendorfer Gehege. Die in Niendorf lebende Autorin Katrin Seddig siedelte 2010 ihren Roman Runterkommen in ihrem Stadtteil an. Dagmar Seifert lässt ihren Roman Das Mittwochszimmer (2016) fast vollständig in Niendorf spielen, die Hauptfiguren wohnen in real existierenden Straßen. Die fiktive „Grundschule und Gymnasium Niendorf“ ist ein Handlungsort in dem Krimi Neunauge (2017) des Journalisten Till Raether. Die Beschreibung des Schulgeländes erinnert an das Gymnasium Ohmoor und die benachbarte Grundschule Sachsenweg. Raether hat 1989 kurzzeitig in Niendorf gewohnt. Der Musiker Timo Blunck (u. a. Palais Schaumburg) wuchs in Niendorf auf und schreibt darüber in seinem Buch Hatten wir nicht mal Sex in den 80ern?.